# Terremoto de Atenas de 2019
El Terremoto de Atenas de 2019 se produjo a las 2:13 p. m. el viernes 19 de julio de 2019 en la capital de Grecia y afectó a millones de atenienses. La intensidad del seísmo, recogida por distintos centros de medición fue, según la escala sismológica de magnitud de momento (MW), de 5,1 y el epicentro se situó al sur del macizo del Parnés,  aproximadamente 20 km al noroeste de la zona metropolitana de Atenas. El 7 de septiembre de 1999, Atenas ya había sido sacudida por otro terremoto de intensidad MW= 6.
El temblor causó cortes del fluido eléctrico y cortes telefónicos durante al menos dos horas en el entorno de Atenas.

## Sismicidad y vulnerabilidad
La situación física de Grecia con una estructura tectónica compleja, con sistemas montañosos importantes y una fuerte actividad sísmica, concentrada en el arco helénico, facilitan este tipo de fenómeno en Atenas.
Para determinar la intensidad del seísmo de 2019, a lo largo de una semana desde que se produjera, un equipo de investigación del Departamento de Geología y de Medioambiente de la Universidad de Atenas (NKUA), encuestó a personas que vivían en las afueras de Atenas y en varias ciudades cercanas al epicentro. Los investigadores recogieron 63 cuestionarios con testimonios del temblor que aplicaron a la escala de intensidad EMS-98 y aportaron 48 fotos de daños.

## Datos del Centro Sismológico Euromediterráneo
El Centro Sismológico Euromediterráneo (CSEM), que cuenta con 84 miembros, todos ellos institutos sismológicos de 55 países, utiliza los testimonios de los temblores tal como son percibidos por los ciudadanos para hacer una estimación de la intensidad del seísmo. El CSEM pregunta a las personas que acaban de padecer un terremoto con dibujos que ilustran los 12 niveles de la escala de intensidad EMS-98. Este procedimiento es muy rápido y es esencial para un conocimieno inmediato de la situación.
En el terremoto de Atenas de 2019, el 76% de los testimonios recibidos por el CSEM se recogieron en la primera hora que siguió a los temblores, permitiendo una información casi en tiempo real.